# Milliyowi bunganditj
Milliyowi bunganditj — вимерлий вид сумчастих ссавців родини Поторові (Potoroidae) ряду Кускусоподібні (Diprotodontia). Скам'янілі рештки виду знайдені у формуванні Гамільтон в  Австралії. Вид існував у пліоцені.